# توماس مییاس
توماس مییاس (انگلیسی: Tomás Mejías؛ زادهٔ ۳۰ ژانویهٔ ۱۹۸۹) بازیکن فوتبال اهل اسپانیا است.
از باشگاه‌هایی که در آن بازی کرده‌است می‌توان به باشگاه فوتبال رایو وایکانو، باشگاه فوتبال دینامو بخارست، باشگاه فوتبال آنکارا اسپور، باشگاه فوتبال رئال مادرید، باشگاه فوتبال اومانیا، باشگاه فوتبال رئال مادرید کاستیا، و باشگاه فوتبال میدلزبرو اشاره کرد.
وی همچنین در تیم‌های ملی فوتبال زیر ۱۹ سال اسپانیا و زیر ۲۰ سال اسپانیا بازی کرده‌است.